# 6 AM
"6 AM" é uma canção interpretada pelo cantor colombiano J Balvin, com a participação do cantor porto-riquenho Farruko. É o quarto single do seu álbum de estúdio de estreia La Familia (2013). A música foi indicada a Melhor Performance Urbana e Melhor Canção Urbana no 15º Grammy Latino, ganhando também o Billboard Latin Music Awards por Canção do Ano do Latin Rhythm Airplay em 2015. Em dezembro de 2018, o videoclipe atingiu mais de 1,0 bilhão de visualizações no YouTube.

## Desempenho nas tabelas musicais
| Chart (2014)                                    | Maior posição |
| ----------------------------------------------- | ------------- |
| Bulgária (IFPI)                                 | 11            |
| Colômbia (National-Report)                      | 4             |
| Espanha (PROMUSICAE)                            | 22            |
| Estados Unidos (Billboard Latin Songs)          | 3             |
| Estados Unidos (Billboard Latin Pop Songs)      | 2             |
| Estados Unidos (Billboard Tropical Airplay)     | 1             |
| Estados Unidos (Billboard Latin Rhythm Airplay) | 1             |
| México (Billboard Mexican Airplay)              | 30            |
| República Dominicana (Monitor Latino)           | 6             |
| Romênia (Romanian Top 100)                      | 2             |
| Venezuela (Record Report)                       | 4             |

| Chart (2013)                                    | Posição |
| ----------------------------------------------- | ------- |
| Colômbia (National-Report)                      | 34      |
| Chart (2014)                                    | Posição |
| Colômbia (National-Report)                      | 24      |
| Estados Unidos (Billboard Latin Songs)          | 7       |
| Estados Unidos (Billboard Latin Pop Songs)      | 4       |
| Estados Unidos (Billboard Tropical Airplay)     | 6       |
| Estados Unidos (Billboard Latin Rhythm Airplay) | 1       |
| República Dominicana (Monitor Latino)           | 6       |

## Vendas e certificações
| Região | Certificação     | Vendas/distribuição |
| --- | ---------------- | ------------------- |
| Espanha (PROMUSICAE) | Platina          | 40,000 ^            |
| EUA (RIAA) | Diamante (Latin) | 600,000 ‡           |
| México (AMPROFON)) | Platina          | 60,000 ^            |
| *vendas baseadas apenas na certificação ^distribuições baseadas apenas na certificação ‡dados de streaming baseados somente em certificação |                  |                     |

## Prêmio e indicações
| Ano  | Prêmio                       | Indicação                              | Resultado |
| ---- | ---------------------------- | -------------------------------------- | --------- |
| 2014 | Premios Juventud             | The Perfect Combination                | Indicado  |
| 2014 | Latin Grammy Awards          | Best Urban Performance                 | Indicado  |
| 2014 | Latin Grammy Awards          | Best Urban Song                        | Indicado  |
| 2015 | Premio Lo Nuestro            | Urban Song of the Year                 | Venceu    |
| 2015 | Premio Lo Nuestro            | Urban Collaboration of the Year        | Venceu    |
| 2015 | Billboard Latin Music Awards | Hot Latin Song of the Year             | Indicado  |
| 2015 | Billboard Latin Music Awards | Hot Latin Song of the Year Vocal Event | Indicado  |
| 2015 | Billboard Latin Music Awards | Airplay Song of the Year               | Indicado  |
| 2015 | Billboard Latin Music Awards | Digital Song of the Year               | Indicado  |
| 2015 | Billboard Latin Music Awards | Latin Rhythm Song of the Year          | Venceu    |